# روزن‌رانی منیزیم

## اکستروژن منیزیم
همانند شمشال‌های آلومینیوم شمشال‌های منیزیم را نیز می‌توان به شکل‌های مختلف، و با استفاده از تمام روش‌های اکستروژن موجود، شامل روش‌های مستقیم به همراه روغنکاری و بدون روغنکاری، و روش‌های اکستروژن غیرمستقیم شکل-دهی نمود. روش اکستروژن ضربه‌ای اصولاً برای تولید قطعات لوله‌ای شکل با نسبت طول به قطر بین ۰٫۵ و ۱۰ مورد استفاده قرار می‌گیرد.
روش‌های مستقیم و غیرمستقیم دو روش ترجیحی جهت اکستروژن منیزیم می‌باشند. برای اکستروژن شمشال‌های منیزیم دو راهکار اصلی زیر وجود دارد:

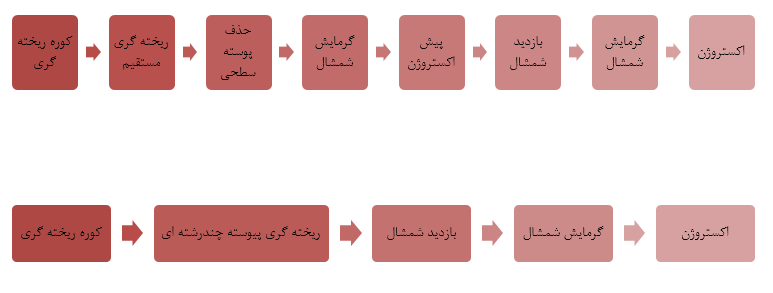
اکستروژن مستقیم و غیرمستقیم شمشال‌های منیزیم

### اکستروژن مستقیم منیزیم
روش اکستروژن اولیه غالباً جهت تولید پروفیل‌های اکسترودی مورد استفاده قرار می‌گیرد. شمشال‌های اولیه مورد نیاز در این روش دارای قطر بزرگ (۵۵۰ میلی‌متر و بزرگتر) می‌باشند، و قطر آن‌ها بستگی به تجهیزات ریخته‌گری، و ابعاد قالب دارد.
پس از برش شمشال تولید شده در ریخته‌گری پیوسته با طول از پیش تعیین شده، ۵–۱۰ سانتی‌متر از سطح آن بریده شده و به بخش ضایعات منتقل می‌گردد. پیش از عملیات شکل‌دهی، قطعات بریده شده از شمشال ریختگی در گسترده دمایی ۳۰۰–۵۰۰ سانتی‌گراد، جهت همگن شدن میکروساختار حرارت داده می‌شوند.
بسته به ترکیب آلیاژ و ابعاد شمشال، مرحله اکستروژن اولیه در سرعت اکستروژن بین ۳۰ تا ۵۰ متر بر دقیقه و در پرس‌های ظرفیت بالا (RN 50000) انجام می‌شود. میزان کاهش سطح مقطع عرضی قطعه بین ۵ تا ۱۰ متغیر است. هدف اصلی عملیات اکستروژن اولیه دست‌یابی اندازه‌دانه ریز و دارای توزیع یکنواخت در زمینه می‌باشد. به صورت کلی اندازه‌دانه شمشال پس از اکستروژن متأثر از دما و سرعت اکستروژن و نسبت تغییر شکل می‌باشد. به دلیل اندازه‌دانه ریز، شمش‌های تولید شده در این عملیات قابلیت پذیرش فرایندهای اکستروژن بعدی را به خوبی نشان می‌دهد.
پیش از مرحله اکستروژن نهایی شمشال‌ها بسته به شکل نهایی در ابعاد معین برش داده ئ سپس در دمای ۳۰۰ تا ۴۵۰ درجه سانتی‌گراد پیش گرم می‌شود. اکستروژن مستقیم جهت تولید قطعه نهایی در سرعت بین ۳ تا ۳۰۰ متر بر دقیقه انجام می‌شود. آلیاژ AZ31 به صورت گسترده‌ای برای اکستروژن مورد استفاده قرار می‌گیرد، چرا که شرایط تغییر فرم آن حین اکستروژن امکان دست‌یابی به سرعت‌های بالا در عملیات (حدود ۲۰ متر بر دقیقه) را فراهم می‌آورد.
سایر آلیاژهای اکستروژن نظیر AZ61A , AZ80A , ZK60A اگرچه خواص مکانیکی بهتری نشان می‌دهند اما قابلیت‌های پذیرش تغییر شکل طی اکستروژن در آن‌ها کمتر است. به‌طوری¬ که شکل‌دهی هم‌زمان چند قطعه از نظر اقتصادی بسیار جالب توجه است.
آن‌چنان‌که گفته شد به جز اکستروژن اولیه راهکار دیگری برای تولید قطعات اکسترودی منیزیم اکستروژن مستقیم است. در شمشال‌های دارای کیفیت سطحی مطلوب که با استفاده از روش ریخته‌گری پیوسته با سطح فوقانی داغ، در تجهیزات دارای درگاه‌های خروجی چندگانه تولید شده‌اند، و دارای قطر کوچک¬¬تر(۲۰۰ – ۱۵۰ میلی‌متر) می‌باشند، می‌توان با حذف اکستروژن اولیه از اتلاف زمان و هزینه جلوگیری کرد.
پس از برش شمشال به اندازه مطلوب، و حذف بخش‌های فوقانی آن در صورت نیاز، باید عملیات همگن‌سازی بر روی قطعات برش خورده انجام شود. این عملیات به خصوص پیش از اکستروژن با سرعت‌های بالا، توصیه می‌شود. محدوده دمایی عملیات همگن‌سازی معمولاً بین ۳۰۰ تا ۴۵۰ درجه سانتی‌گراد تعیین می‌شود.
در بسیاری از موارد روش مستقیم جهت اکستروژن آلیاژهای منیزیم به‌کار گرفته می‌شود، و تجهیزات اکستروژن شامل محفظه، قالب و مسدود کننده در هنگام عملیات در دمایی برابر با دمای شمشال نگهداری می‌شوند؛ البته این دما ۲۵ تا ۵۰ درجه سانتی‌گراد کمتر از دمای اکستروژن است. در اکستروژن مستقیم قطعات مختلف دارای طرح‌های مختلف ساده یا تو-خالی را می‌توان تولید کرد. لوله‌ها را می‌توان با اکستروژن لوله‌های توخالی، و قرار دادن یک ماندرل متصل به پیستون اصلی درون آن، تولید نمود.
روش اکستروژن غیرمستقیم به ندرت در آلیاژهای منیزیم به کار می‌رود. در این روش قالب را با استفاده از یک پیستون تو-خالی بر روی شمشال فشار وارد می‌کند. به این ترتیب اصطکاک بین شمشال و محفظه به صورت قابل توجهی کاهش یافته، فشار مورد نیاز در فرایند نیز کاهش می‌یابد. در این فرایند از اصطکاک بین قالب و محفظه جلوگیری می‌شود. در مجموع امکان دست‌یابی به نسبت‌های شکل‌دهی بالاتر و همچنین تولید قطعات پیچیده‌تر و قطعات دارای دیواره نازک¬ فراهم می‌شود. در اغلب موارد، با توجه به نیاز به نیروی کمتر از اکستروژن غیرمستقیم در مراحل اولیه استفاده می‌شود، و مرحله نهایی اکستروژن به صورت مستقیم انجام می‌شود.
کاربرد اکستروژن ضربه‌ای منحصر به تولید قطعات لوله‌ای یا سایر قطعات دارای طرح متقارن می‌باشد. نمونه اولیه مورد استفاده در این فرایند با استفاده از عملیات اکستروژن اولیه آماده‌سازی می‌شود.
قالب، نمونه اولیه، و فاصله‌انداز پیش از عملیات اکستروژن ضربه‌ای تا دمای حداقل ۱۷۵ درجه سانتی‌گراد حرارت داده می-شوند. در قطعاتی با نسبت طول به قطر بین ۱۰ تا ۱۵ حداکثر میزان تغییر شکل را می‌توان بدست آورد.
به منظور اکستروژن ضربه‌ای آلیاژهای منزیم تجهیزاتی با ظرفیت اعمال فشار بیش از ۹۰۰ کیلونیوتن مورد نیاز خواهد بود. با استفاده از چنین تجهیزاتی و در صورت پوشش‌دهی نمونه اولیه و قالب با گرافیت، و اعمال دمای ۳۷۰ – ۱۷۵ درجه سانتی‌گراد به اجزا مختلف، بسته به ترکیب آلیاژ، می‌توان به سرعت تولید حدود ۱۰۰ قطعه در دقیقه دست یافت. با افزایش دمای عملیات فشار اکستروژن را می‌توان به تدریج کاهش داد، برای مثال فشار مورد نیاز برای اکستروژن آلیاژ AZ31B جهت ایجاد کاهش سطح مقطع به اندازه ۸۵٪، با افزایش دما از ۲۳۰ به ۴۰۰ درجه سانتی‌گراد، از ۴۴۵ به ۳۷۱ مگاپاسکال کاهش می‌یابد. با افزایش درصد عناصر آلیاژی، فشار اکستروژن نیز افزایش می‌یابد. اکستروژن ضربه‌ای قادر به تولید قطعات جداره نازک با ضخامت دیواره ۰٫۵میلی‌متر در تلورانس ۵ تا ۱۰٪ می‌باشد. نمونه از این کاربردها، تولید محفظه‌های استوانه-ای باتری از جنس آلیاژ AZ21 با ضخامت دیواره ۱¬میلی‌متر، ارتفاع ۸۰ میلی‌متر، و قطر خارجی ۲۰¬میلی‌متر می‌باشد.

### قابلیت اکستروژن منیزیم
قابلیت پذیرش اکستروژن در آلیاژهای منیزیم را می‌توان بر اساس سرعت اکستروژن ارزیابی نمود. به صورت کلی آلیاژهای منیزیم سرعت اکستروژن کمتری نسبت به آلیاژهای آلومینیوم ایجاد می‌کنند و به میزان بالاتری نیازمندند. اگرچه از نظر اقتصادی افزایش سرعت اکستروژن ترجیح داده می‌شود، اما افزایش تمایل به پارگی گرم، و تضعیف خواص مکانیکی باعث محدود شدن سرعت اکستروژن می‌شود. چنان‌که، اگر چه استفاده از روش اکستروژن غیرمستقیم می‌تواند راه‌حلی برای بهبود سرعت عملیات باشد، اما می‌توان اثرات نامطلوبی در خواص مکانیکی محصول ایجاد نماید.
بنابراین در ارزیابی قابلیت پذیرش قابلیت اکستروژن در آلیاژهای مختلف، علاوه بر سرعت اکستروژن، باید خواص مکانیکی و کیفیت سطحی محصول نیز در نظر گرفته شود. اما می‌توان به صورت کلی سرعت اکستروژن می‌تواند توسط بروز ایراداتی نظیر:
1. ایجاد حباب‌های سطحی و زیرسطحی (بلیستر)
2. پارگی گرم
3. تضعیف خواص مکانیکی

محدود شود.
ایجاد حباب‌های سطحی کاملاً وابسته به کیفیت سطحی شمشال اولیه است. وجود اکسیدهای سطحی و جدایش هنگام انجماد، مهم‌ترین دلایل تشکیل حباب‌های سطحی در طول اکستروژن است. با کنترل سرعت اکستروژن، حذف قسمت‌های فوقانی شمشال، و همچنین همگن‌سازی پیش از اکستروژن می‌توان این ایراد را به صورت قابل توجهی کاهش داد، یا حذف نمود. قطعات دارای طرح‌های مختلف را می‌توان در عملیات اکستروژن اولیه شمشال‌های با طول ۱۸۰میلی‌متر، کاهش سطح مقطع عرضی ۴۰–۵۰٪ و سرعت اکستروژن ۳۰ متر بر دقیقه، بدون ایجاد حباب‌های سطحی، تولید نمود. کیفیت سطحی مطلوب پارامتر مهمی در دست‌یابی به سرعت اکستروژن بالا، البته بدون رخداد ایراد حباب سطحی، می‌باشد.
پارگی گرم زمانی ایجاد می‌شود که فازهای دارای نقطه ذوب پایین در طول اکستروژن مجدداً ذوب می‌شوند. بر این اساس ترکیب آلیاژ، میکروساختار شمشال، و دمای اکستروژن مهم‌ترین پارامترهای مؤثر در ایجاد پارگی گرم می‌باشند. همگن‌سازی شمشال و کاهش دمای آن می‌تواند با کاهش احتمال بروز پارگی گرم، امکان افزایش سرعت عملیات را فراهم آورند. بسته به طرح قطعه الکترود کنترل دمای شمشال آلیاژ AZ31B در ۳۰۰ درجه سانتی‌گراد توصیه می‌شود.
در آلیاژهای منیزیم سری AZ، ترکیبات دوتایی Mg17Al12 به صورت غیر همبسته رسوب می‌کنند. این ترکیب دارای نقطه ذوب پایین، ۴۳۸ درجه سانتی‌گراد است و عامل پارگی گرم در طول اکستروژن می‌باشد. به این ترتیب، تشکیل این ترکیب در آلیاژهای حاوی درصد آلومینیوم بالا نظیر AZ61 و AZ80، همگن‌سازی شمشال پیش از اکستروژن حایز اهمیت بیشتری می‌باشد.
به صورت کلی، افزایش درصد عناصر آلیاژی توان عملیاتی تجهیزات ریخته‌گری و شکل‌دهی را کاهش می‌دهد. نرخ تولید در عملیات اکستروژن اولیه شمشال با قطر ۲۰میلی‌متر در صورت استفاده از آلیاژ¬ AZ21 بیش از سایر آلیاژهای معمول این گروه است، و در صورت انتخاب شمشال از آلیاژهای AZ61 و AZ80 نرخ تولید به ترتیب به ۱/۲ و ۱/۳ کاهش پیدا می‌یابد. هنگام مقایسه قابلیت شکل‌پذیری آلیاژها و قطعات دارای طرح‌های متفاوت، فاکتور شکل نیز باید مورد توجه قرار گیرد. در یک شکل معین سرعت اکستروژن شمشال پیش اکسترود شده AZ61A، ممکن است ۵۰ تا ۶۰ درصد کمتر از آلیاژ AZ21 باشد.

### شکل و طرح هندسی محصولات اکسترودی منیزیم
محصولات اکسترودی منیزیم دارای ترکیبات آلیاژی و طرح‌های هندسی استاندارد هستند. از نظر ترکیب آلیاژ در دو سیستم آلیاژی Mg-Al-Zn و Mg-Zn-Zr، برای کاربردهای دمای محیط و دماهای نسبتا بالا، امکان انتخاب آلیاژهایی با خواص مختلف وجود دارد. شکل هندسی محصولات اکسترودی آلیاژهای اصلی در جدول زیر ارائه شده‌است.
قطعات لوله‌ای شکل آلیاژهای AZ80A به دلیل جوش پذیری ضعیف تولید نمی‌شوند. جزئیات ساختار و و تعریف اشکال ارائه شده در جدول به صورت ذیل می‌باشد:
- میله: قطعه‌ای با سطح مقطع گرد و قطر بیش از ۱۰ میلی‌متر
- شمش: قطعه‌ای با سطح مقطع متقارن مربع، مستطیل، یا چندوجهی، که فاصله بین اضلاع موازی آن بیشتر از ۱۰ میلی‌متر است.
- لوله: قطعه‌ای با سطح مقطع توخالی و متقارن و دارای شکل مربع، مستطیل، چندوجهی یا بیضوی، و دارای ضخامت دیواره یکنواخت. لوله‌ها را می‌توان به صورت درزدار یا بدون درز تولید نمود.
- قطعه یکپارچه: هر نوع قطعه مطول یکپارچه و بدون حفره با سطح مقطع نامتقارن.
- قطعه توخالی: هر نوع قطعه مطول با سطح مقطع دارای حفره کامل. سه کلاس متفاوت از این نوع قطعات، بر اساس اندازه و توزیع حفره در سطح مقطع تعریف می‌شود.
- قطعه نیمه توخالی: قطعه‌ای اکسترود شده، که بخشی از سطح مقطع آن توخالی و دارای حفره است.
- دایره محاطی: کوچک‌ترین قطر دایره‌ای که می‌تواند سطح مقطع یا قطعه اکسترودی را بدون برخورد با محیط آن دربرگیرد.

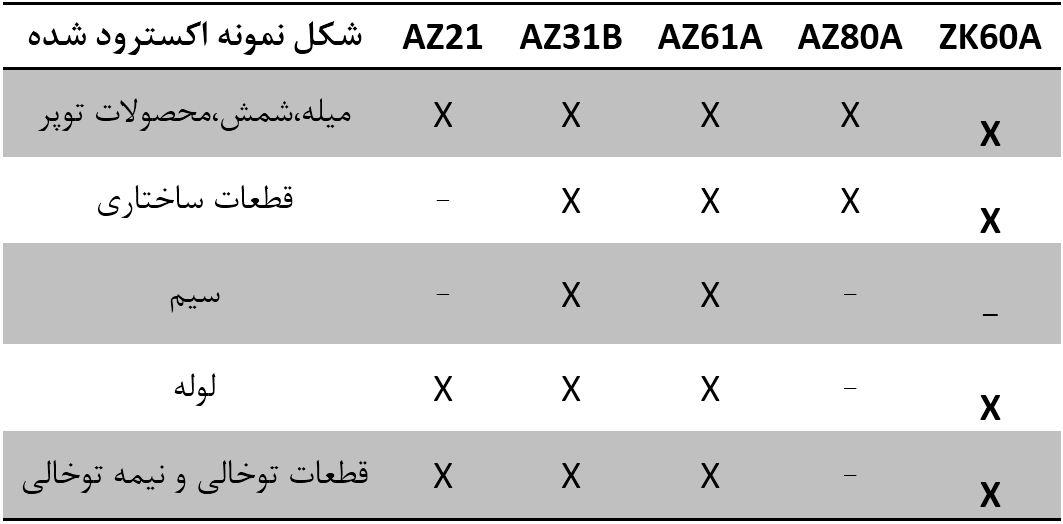
اکستروژن آلیاژهای منیزیم

رایج‌ترین محصولات اکسترودی منیزیم از نظر شکل هندسی سطح مقطع عبارتند از: میله (سطح مقطع گرد)، مربع، مستطیل، شش‌گوش، چندوجهی، مقاطع دارای زوایای برابر یا نابرابر، مقاطع T شکل، مقاطع Z شکل و کانال. ضخامت دیواره و ضخامت مقطع، تابعی از شکل، ابعاد سطح مقطع و نوع آلیاژ است. در مقاطع گرد، چندوجهی، توپر و نامتقارن، توخالی، نیمه توخالی حداقل ضخامت مقطع با افزایش قطر دیواره محاطی افزایش می‌یابد. برای مثال در قطر دایره محاطی کوچک حدود ۲۵میلی-متر، حداقل ضخامت مقطع آلیاژهای اکسترودی AZ31A ,AZ61A , AZ80A و ZK60A دارای شکل هندسی نیمه توخالی ۱میلی‌متر می‌باشد. در مقادیر قطر دایره محاطی بزرگ‌تر، در حدود ۱۹۰ میلی‌متر، حداقل ضخامت مقطع در آلیاژهای AZ31B، ۲٫۸ میلی‌متر و در آلیاژهای AZ61A , AZ80A , ZK60 3.2 میلی‌متر می‌باشد. تولید مقاطع توخالی توسط اکستروژن بسیار دشوارتر از مقاطع نیمه توخالی و توپر است. برای مثال حداقل ضخامت مقطع نمونه دارای قطر دایره محاطی ۱۹۰میلی‌متر از آلیاژ AZ31B، در مقاطع توخالی ۳٫۲ میلی‌متر است. در قطعات دارای مقاطع توخالی و لوله‌های اکسترودی آلیاژهای AZ31B و ZK60A حداکثر ضخامت دیواره اطراف حفره، ۲۰ میلی‌متر می‌باشد. حداقل ضخامت دیواره لوله‌ها نیز با افزایش قطر خارجی افزایش می‌یابد.
در قطعات اکسترودی آلیاژهای AZ21 و AZ31B حداقل ضخامت دیواره کوچک‌تر از قطعات مشابه تولید شده از آلیاژهای AZ61 و AZ60A می‌باشد. به صورت کلی، لوله و قطعات اکسترودی توخالی از جنس آلیاژ AZ80A تولید نمی‌شود. در یک قطر دایره محاطب معین، قطعات توخالی غیرمدور به ضخامت دیواره بیشتری نسبت به قطعات توخالی مدور نیازمندند. مقادیر و محدوده‌های استاندارد ضخامت مقطع و ضخامت دیواره معیاری کلی از قابلیت پذیرش اکستروژن در آلیاژهای منیزیم رایج به دست می‌دهد. در شکل‌ها و طرح‌های خاص، می‌توان تا حدودی از این محدوده‌ها خارج شد. 

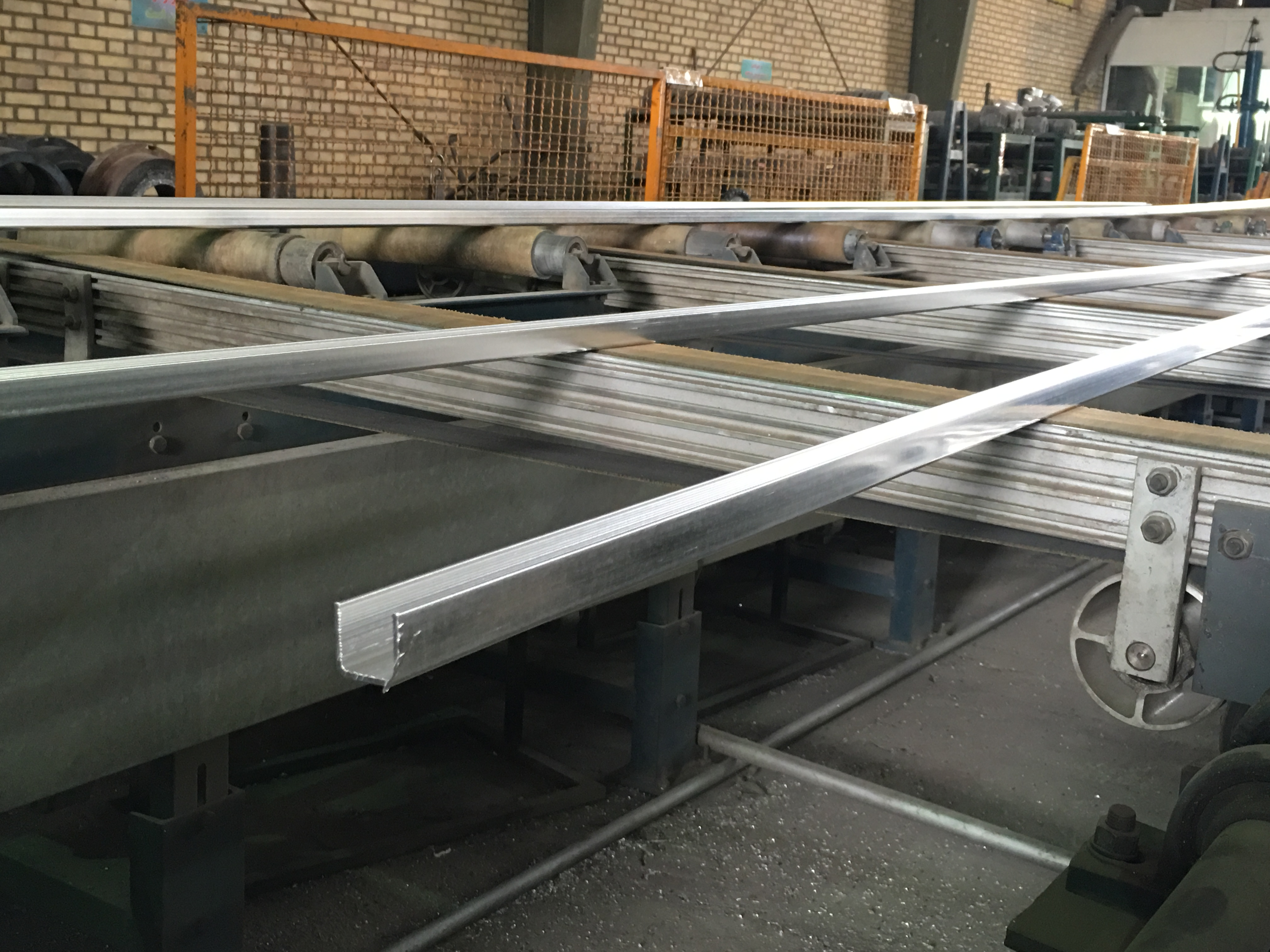
پروفیل ناودانی اکسترود شدهٔ منیزیمی

قطعات اکسترودی منیزیم را می‌توان با تلورانس‌های ابعادی خوبی تولید نمود. در این قطعات می‌توان به تلورانس‌های قطر و ابعاد سطح مقطع بین ۰٫۵± تا ۱± درصد در روش‌های معمول دست یافت. برای مثال در لوله‌ای با قطر ۱۳۰ میلی‌متر و ضخامت دیواره ۱۵میلی‌متر می‌توان به تلورانس ضخامت جداره ۱± درصد رسید. همچنین در قطعات اکسترودی منیزیم می-توان مقاطع گوشه‌دار، برجسته و سطوح تخت دارای پیچ و تاب باریک را با کیفیت بالا و همچنین تلورانس‌های طولی مطلوب، تولید نمود. تلورانس‌های مجاز زبری سطح در مقاطع مدور، چندوجهی، و لوله‌ای، تابعی از ضخامت مقاطع مختلف می‌باشد. بر اساس تلورانس‌های استاندارد، عیوب دارای عمق ۰٫۱ میلی‌متر در قطعات با ضخامت ۱۰میلی‌متد، مجاز محسوب می‌شوند.